# Dicosmoecinae
Sous-famille
Les Dicosmoecinae sont une sous-famille d'insectes de trichoptères, de la famille des Limnephilidae.

## Liste des genres et espèces
Selon BioLib (15 septembre 2019) :
- genre Allocosmoecus N. Banks, 1943
- genre Amphicosmoecus F. Schmid, 1955
- genre Anomalocosmoecus F. Schmid, 1957
- genre Antarctoecia Ulmer, 1907
- genre Archaeophylax Kimmins in Mosely & Kimmins, 1953
- genre Austrocosmoecus F. Schmid, 1955
- genre Cryptochia H. H. Ross, 1950
- genre Dicosmoecus McLachlan, 1875
- genre Ecclisocosmoecus F. Schmid, 1964
- genre Ecclisomyia N. Banks, 1907
- genre Eocosmoecus G. B. Wiggins & J. S. Richardson, 1989
- genre Evanophanes N. Banks, 1940
- genre Ironoquia Banks, 1916
- genre Metacosmoecus F. Schmid, 1955
- genre Monocosmoecus G. Ulmer, 1906
- genre Nothopsyche N. Banks, 1906
- genre Onocosmoecus N. Banks, 1943
- genre Platycosmoecus F. Schmid, 1964
- genre Verger L. Navás, 1918.